# 요조
요조(YOZOH, 본명: 신수진「愼秀瑨」, 1981년 6월 11일 ~ )는 대한민국의 가수이다.

## 생애
경기대 불문과를 졸업하였다. 2001년을 포함한 초기에는 May라는 이름의 랩퍼로 언더그라운드에서 활동하였다. 힙합 그룹 Shakespeare에 소속, 2B or Not 2B라는 곡으로 방송에 출연한 바도 있다. 그 이후부터 서서히 보컬로 전향하기 시작했다. 2006년에는 015B의 노래 ‘처음만 힘들지’의 제작에 도움을 주었다. 주로 언더에서 활동하였으나 소규모 아카시아 밴드와 함께 작업한 곡들이 올림푸스 디지털카메라의 광고 배경음악(BGM)으로 쓰여 일반 대중에서도 인지도를 높였다.

## 예명의 유래
그녀의 예명인 요조는 다자이 오사무의 장편 소설 《인간 실격》의 주인공 '오오바 요조'로부터 따온 것이라고 한다.

## 기타 사항

### 별칭
언더그라운드 시절 홍대거리의 라이브 카페에서 주로 활동하면서 홍대여신이라는 별명을 얻었다.

## 음반

### 정규 음반
- 1집 Traveler (2008.10.21)
- 2집 《나의 쓸모》(2013.7.23)
- 스페셜앨범 My Name Is Yozoh (2007. 11. 26)
- 디지털 싱글 앨범 37.2 °C Pink
- 싱글 앨범 Nostalgia
- 우리는 선처럼 가만히 누워
- 귤 (재주소년 노래 리메이크 버전)
- 에구구구
- 나아당궁 (2017.5.16)

## 연기/방송 활동

### 영화
- 《캠핑을 좋아하세요》 - 신수진 역
- 《카페 느와르》 - 은하 역
- 《소규모 아카시아밴드 이야기》
- 《조금만 더 가까이》
- 《여자들》 - 수진 역
- 《나는 아직도 당신이 궁금하여 자다가도 일어납니다》(노래・작곡・제작・음악・기획・각본・감독・조연 / 단편) - 할머니 역

### 방송

#### TV
- JTBC 김제동의 톡투유 - 걱정 말아요! 그대 - 고정패널
- 안동MBC 창사특집다큐 - 씨앗, 준비된 미래 - 내레이션

#### 라디오 진행자
- U-KBS MUSIC Fresh Up
- U-KBS MUSIC 요조의 히든 트랙
- 울산서머페스티벌 'Just Live'
- EBS 라디오 ‘EBS 경청’ 경청지기[3]

## 가족 사항
- 2녀 중 장녀로 태어났으며, 여동생이 1명 있었으나 2007년에 사망했다. 8살 아래였던 여동생은 2007년 8월 13일에 대학교 입시 실기시험에 쓸 사진을 찍으러 청량리역으로 갔다가, 그 날 천공기 전복 사고를 당해 19세의 나이로 숨지고 말았다. 그 숨진 동생을 생각하며 만든 노래가 'Giant'라는 곡이며, 동생은 당시 중앙대학교 사진학과 실기를 준비 중이었기 때문에 동생의 사고 이후 중앙대학교 근처로는 아예 가지 않는다고 한다. 비슷한 경우로는 한남대교에서 오토바이 사고로 아들을 잃은 원로 코미디언 송해가 있으며, 2022년에 사망할 때까지 한남대교 근처로는 절대로 오고가지 않았다고 한다.